# Ácido sulfossalicílico
Ácido sulfossalicílico (ácido 5-sulfossalicílico, ácido salicilsulfônico, ácido 2-hidroxi-5-sulfo-benzóico ou ácido 3-carboxi-4-hidroxibenzeno-sulfônico) é um sólido branco, normalmente em pó, inodoro. É um ácido carboxílico de fórmula química C7H6O6S. É encontrado comercialmente também na forma dihitradada.
Deve ser armazenado ao abrigo da luz, pois apresenta fotodecomposição.
Quando aquecido à altas temperaturas, decompõe-se com produção de vapores de óxidos de enxofre, fenol e ácido salicílico.

## Como reativo
É usado em testes (análises) de urina para determinar o conteúdo de proteína na urina. Este produto causa a precipitação de proteínas dissolvidas, as quais são determinadas pelo grau de turbidez.
É usado para dosagem de albumina e para análises do íon férrico.
É utilizado também em cromatografia (CLAE-UV) na análise quantitativa de glutationa reduzida eritrocitária.
É utilizado em soluções a 3.5% em solução a 12% de ácido tricloroacético como um fixador de proteínas em eletroforese em géis de agarose e poliacrilamida.
É utilizado nos métodos turbimétrico manual (ácido sulfossalicílico-Folin e Davis) e colorimétrico automatizado.
A formulação adequada para a determinação quantitativa de proteínas no líquido cefalorraquidiano por turbidimetria é:
Ácido sufossalicílico, 3 % (30g/l (118 mmol/l)) aquoso.
Método de preparação
Dissolver 30g de ácido sulfossalicílico em 800ml de água destilada ou deionizada e completar a um litro. Conservar em frasco de vidro escuro (âmbar).
Esta solução é estável durante um ano se mantida à temperatura ambiente.

## Segurança
Substância irritante às mucosas, aos olhos e trato respiratório, podendo causar dor de garganta e tosse.
Em caso de ingestão, causa vômito e diarréia. Em contato com a pele, causa descoloração e queimaduras. Em contato com os olhos, vermelhidão e queimaduras.
Em caso de inalação, remover a vítima para o ar fresco. Se esta não estiver respirando, aplicar respiração artificial. Se respirando com dificuldade, dar oxigênio. São necessários cuidados médicos posteriores.
Em caso de ingestão, induzir o vômito imediatamente. Em caso de vítima inconsciente, não ministrar-lhe nada pela boca e encaminhar imediatamente a acompanhamento médico.
Em caso de contato com a pele, lavar o local com água abundante por 15 minutos, remover roupas e calçados contaminados. Tanto as roupas quanto os calçados devem ser rigorosamente lavados antes de serem novamente utilizados.
Em caso de contato com os olhos, lavá-los com água abundante por 15 minutos, levantando ocasionalmente tanto as pálpebras superiores quanto as inferiores, durante a lavagem. Necessita-se acompanhamento médico caso a irritação persistir.